# Caída de Galípoli
La toma de Galípoli por los otomanos ocurrió en marzo de 1354. Después de sufrir medio siglo de una serie de derrotas a manos de los otomanos, los bizantinos habían perdido casi todas sus posesiones en Anatolia. El acceso al mar Egeo y al mar de Mármara significaba que los otomanos ahora podrían poner en práctica la conquista del Peloponeso, Grecia y, más al norte, Serbia y Hungría.

## Ocupación
Durante la guerra civil bizantina de 1352-1354, los mercenarios turcos se aliaron con el emperador Juan VI Cantacuceno y saquearon buena parte de la Tracia bizantina y, en 1352, ocuparon la pequeña fortaleza de Tzympe, cerca de Galípoli. El 2 de marzo de 1354, el área fue sacudida por un terremoto que destruyó cientos de aldeas y pueblos de la zona. Casi todos los edificios fueron destruidos en Galípoli, lo que causó que los habitantes griegos abandonaran la ciudad. Un mes más tarde, el hijo del sultán otomano Orhan I, Suleiman llevó tres mil soldados y a cualquier familia turca que pudiese encontrar en Asia, para ocupar la ciudad y convertirla en un bastión importante en el plazo de pocos meses. 

## Consecuencias
Cantacuceno ofreció pagos en efectivo a Orhan para desalojar la ciudad, a lo que se negó, alegando que no podía renunciar a algo que le fue concedido por dios y que no la tomó por la fuerza. El pánico se extendió a lo largo de Constantinopla, pues muchos creían que los turcos pronto irían por sus propias ciudades. Debido a ello, la posición de Cantacuceno se volvió inestable y fue derrocado en noviembre de 1354.
Galípoli iba a convertirse en la principal cabeza de puente en Europa, al facilitar la posterior expansión de los otomanos. En menos de diez años, casi todos los territorios bizantinos en Tracia cayeron a manos de los turcos, incluyendo Adrianópolis en 1365.